# Pňovice (Rožmitál pod Třemšínem)
Pňovice (dříve též Piňovice, německy Pinowitz) jsou část města Rožmitál pod Třemšínem v okrese Příbram ve Středočeském kraji. Nachází se asi 3,5 kilometru jihovýchodně od Rožmitálu pod Třemšínem na silnici I/19. Pňovice leží v katastrálním území Pňovice pod Třemšínem o rozloze 6,45 km².

## Historie
První písemná zmínka o vesnici pochází z roku 1349. Jméno vesnice pochází od starodávného vlastního jména Peň. Byla založena pod kopcem Hradec (561 metrů) a následně se rozšiřovala podél cest. Farou náležela ke Starému Rožmitálu. Právem většina náležela k rožmitálskému panství a jedna osmina od roku 1506 náležela panství březnickému, se kterým probíhaly spory o hranice.
Dne 7. srpna 1873 vypukl v Pňovicích požár, při kterém vyhořelo 43 popisných čísel. V roce 1889 byl založen Sbor dobrovolných hasičů.
V roce 1932 v obci Pňovice (358 obyvatel) byly evidovány tyto živnosti a obchody: 2 hostince, kolář, kovář, mlýn, pila, rolník, obchod se smíšeným zbožím, Spořitelní a záložní spolek pro Pňovice, trafika.
Nedaleko odtud je návrší zvané Chocholík s několika prehistorickými mohylami, které prozkoumal a nálezy z nich popsal během třicátých let archeolog Turek jak v odborné literatuře, tak v knize Posvátný háj na Chocholíku.

## Obyvatelstvo
| Rok            | 1869 | 1880 | 1890 | 1900 | 1910 | 1921 | 1930 | 1950 | 1961 | 1970 | 1980 | 1991 | 2001 | 2011 | 2021 |
| -------------- | ---- | ---- | ---- | ---- | ---- | ---- | ---- | ---- | ---- | ---- | ---- | ---- | ---- | ---- | ---- |
| Počet obyvatel | 407  | 412  | 401  | 417  | 402  | 358  | 321  | 243  | 216  | 205  | 177  | 194  | 196  | 202  | 209  |
| Počet domů     | 58   | 62   | 60   | 63   | 59   | 59   | 60   | 62   | 99   | 57   | 53   | 61   | 62   | 67   | 67   |

## Obecní správa
Po zrušení patrimoniální správy se Pňovice staly obcí v okrese Blatná. Od roku 1961 byla obec součástí okresu Příbram a od 1. ledna 1980 jsou Pňovice částí města Rožmitál pod Třemšínem.
V roce 1870 vznikla spojená obec Piňovice-Bezděkov, kdy v Piňovicích úřadoval a obec spravoval starosta, v Bezděkově zastával tuto funkci první radní. Po skončení první světové války však začalo docházet k jejich pomalé rozluce. V roce 1919 sice přesídlil obecní úřad z Piňovic do Bezděkova, ale již v následujícím roce bylo schváleno usnesení bezděkovského osadního výboru k odtržení od Piňovic. K tomu došlo v roce 1923, kdy byl Bezděkov povýšen z osady na samostatnou obec s vlastní samosprávou.[chybí lepší zdroj] V letech 1850–1879 k obci patřily i Nesvačily a v letech 1850–1879 a od 1. července 1960 do 31. prosince 1979 také Skuhrov.

## Pamětihodnosti
- Kaple se zvonicí